# Bhawaniyapur
Bhawaniyapur (nepalski: भवानियापुर) – gaun wikas samiti w zachodniej części Nepalu w strefie Bheri w dystrykcie Banke. Według nepalskiego spisu powszechnego z 2001 roku liczył on 643 gospodarstw domowych i 3475 mieszkańców (1639 kobiet i 1836 mężczyzn).